# Logopedia

La logopedia (dal greco antico logos?, "discorso" e paideia, "educazione") si occupa dello studio, della prevenzione, della valutazione e della cura delle patologie e dei disturbi della voce, del linguaggio, della comunicazione, della deglutizione e dei disturbi cognitivi connessi (relativi, ad esempio, alla memoria e all'apprendimento).

Le due principali aree del linguaggio, l'area di Broca e l'area di Wernicke

I logopedisti elaborano, anche in équipe multidisciplinare, il bilancio logopedico volto all'individuazione e alla soddisfazione del bisogno di salute del paziente; praticano attività terapeutica per la rieducazione delle disabilità comunicative e cognitive, utilizzando terapie logopediche di abilitazione e riabilitazione della comunicazione e del linguaggio, verbali e non verbali; propongono l'adozione di ausili, ne addestrano all'uso e ne verificano l'efficacia; svolgono attività di studio, didattica e consulenza professionale nei servizi sanitari e in quelli ove si richiedono le loro competenze professionali; verificano le rispondenze della metodologia riabilitativa attuata agli obiettivi di recupero funzionale; svolgono la loro attività professionale in strutture sanitarie, pubbliche o private, in regime di dipendenza o in regime libero professionale.

## Patologie d'interesse logopedico
Tra le patologie di interesse logopedico ci sono:
- neurologiche e neuropsicologiche (afasie, aprassia verbale e aprassia bucco-linguo-facciale, agnosie verbali, ritardi di sviluppo del linguaggio, disturbi fonologici isolati, disturbi specifici del linguaggio), disturbi specifici dell'apprendimento, ritardi mentali, disturbi dell'attenzione, disprassia verbale;
- neurocomportamentali (effetto di traumi cranici, patologie cerebrali, patologie dello spettro dell'autismo, demenze).
- otorinolaringoiatriche e foniatriche (disfonie, disartrie, dislalie, disodie, difficoltà di linguaggio legate alla sordità, balbuzie, disfagie, deglutizione disfunzionale).
- disturbi miofunzionali

## Assetto normativo

### Ordinamento italiano
Il profilo professionale del logopedista in Italia è definito nel decreto ministeriale 14 settembre 1994, n. 742, che prevede: 
- laurea di primo livello, ordinariamente incardinata presso la facoltà di Medicina e chirurgia (dipartimenti di otorinolaringoiatria e foniatria, neuropsichiatria infantile, neurologia);
- laurea magistrale in Scienze riabilitative delle professioni sanitarie, come è per tutte le professioni sanitarie "SNT2".

A seguito dell'entrata in vigore della legge 3/2018 e successivi decreti attuativi, dal 1º luglio 2018, per i logopedisti è previsto l'obbligo di iscrizione all'albo dei logopedisti, istituito presso l'Ordine dei tecnici di radiologia medica e delle professioni sanitarie tecniche, della riabilitazione e della prevenzione. La Federazione Logopedisti Italiani continuerà ad esistere con missioni ed obiettivi diversi.